# Comuna de Siekierczyn
Siekierczyn (polaco: Gmina Siekierczyn) é uma gminy (comuna) na Polónia, na voivodia de Baixa Silésia e no condado de Lubański. A sede do condado é a cidade de Siekierczyn.
De acordo com os censos de 2004, a comuna tem 4517 habitantes, com uma densidade 91,2 hab/km².

## Área
Estende-se por uma área de 49,55 km², incluindo:
- área agricola: 73%
- área florestal: 16%

## Demografia
Dados de 30 de Junho 2004:
|                      | Total   | Total | Mulheres | Mulheres | Homens  | Homens |
| -------------------- | ------- | ----- | -------- | -------- | ------- | ------ |
|                      | pessoas | %     | pessoas  | %        | pessoas | %      |
| População            | 4517    | 100   | 2324     | 51,5     | 2193    | 48,5   |
| Densidade (pop./km²) | 91,2    | 100   | 46,9     | 46,9     | 44,3    | 44,3   |

De acordo com dados de 2002, o rendimento médio per capita ascendia a 1483,28 zł.

## Subdivisões
- Nowa Karczma, Rudzica, Siekierczyn, Wesołówka, Wyręba, Zaręba.

## Comunas vizinhas
- Lubań, Lubań, Platerówka, Sulików, Zgorzelec